# Compiobbi
Compiobbi è una frazione del comune italiano di Fiesole, nella città metropolitana di Firenze, in Toscana.
Dista circa 8 km dal capoluogo comunale.

## Monumenti e luoghi d'interesse
- Chiesa di San Michele
- Chiesa di San Donato a Torri
- Villa Le Falle

## Infrastrutture e trasporti
La frazione si trova lungo la strada Aretina che collega Pontassieve a Firenze fiancheggiando il corso dell'Arno. Al pari dell'abitato di Vallina sull'altra sponda del fiume, è attraversata da un elevato transito veicolare; nei prossimi anni la costruzione di due nuovi ponti stradali dovrebbe alleggerire il traffico che la caratterizza.
Compiobbi è inoltre servita da una stazione ferroviaria lungo la linea che collega Firenze ad Arezzo e Borgo San Lorenzo.